# Synidotea ritteri
Synidotea ritteri is een pissebed uit de familie Idoteidae. De wetenschappelijke naam van de soort is voor het eerst geldig gepubliceerd in 1904 door Harriet Richardson.